# Bob Sanders
 (décembre 2023).
Si vous disposez d'ouvrages ou d'articles de référence ou si vous connaissez des sites web de qualité traitant du thème abordé ici, merci de compléter l'article en donnant les références utiles à sa vérifiabilité et en les liant à la section « Notes et références ».
(en) Statistiques sur pro-football-reference
Demond « Bob » Sanders, né le 24 février 1981 à Érié en Pennsylvanie, est un joueur de football américain professionnel de la NFL au poste de Safety. Sanders fut choisi par les Colts d'Indianapolis lors de la draft 2004. En 2007, il est nommé joueur défensif de l'année et participe à l'intégralité des playoffs des Colts qui les mèneront à la victoire au Super Bowl XLI. Il fut surnommé the hitman (« le tueur à gages » en français) en raison à cause de ses tackles très rugueux et the eraser (« la gomme » en français) par l'ancien coach des Colts Tony Dungy car il avait tendance à effacer les erreurs de ses coéquipiers.

## Carrière universitaire
Né avec un nom (Demond) difficile à prononcer correctement, Sanders demande à sa mère de pouvoir changer son nom. Sa mère suggéra de prendre le surnom de « Bob », et le nom est resté. Ses parents sont Jean et Marion Sanders.
Sanders effectue sa première année à la Central Tech High School avant d'être transféré à la Cathedral Preparatory School à Érié en Pennsylvanie où il joua au poste de running back et de safety. Il fera trois fois partie de la All-Conference sélection lors de ses trois premières années. En quatrième année, il devient capitaine de son équipe et fait partie pour la première fois de la All-State sélection. Il finira la saison avec 900 yards à la course et 17 touchdowns et mène son équipe à disputer l'Outback Bowl en ne concédant qu'une seule défaite pour 13 victoires. Il cumulera au total 7 sacks lors des College Bowl. Il est diplômé en 2000. Durant son enfance, il pratiqua aussi le kick boxing.

## Carrière professionnelle

### Saison 2005
En tant que rookie, Sanders joua pour sa première saison en tant que safety remplacent et dans l'escouade spéciale. Bien que sa première saison en tant que professionnel n'ait pu été complète en raison de blessures au pied et au genou, il réalisa de bonnes performances. Le 14 novembre, il cumula 13 tackles et récupéra un fumble pour 37 yards et marqua son premier touchdown en NFL. Deux semaines plus tôt, il avait déjà récupéré un fumble contre les Kansas City Chiefs.

### Saison 2006
Lors de la saison régulière 2006, il ne put participer qu'à quatre matchs en raison d'une blessure au genou arrivée tôt dans la saison. Lors de ces 4 matchs, il cumula 27 tackles. Il sera rapidement surnommé the eraser (« la gomme » en français), du fait de son agressivité sur le terrain et de ses bonnes lectures du jeu. Les Colts ont alors la pire défense de NFL contre le rush, avec plus de yards concédés à la course à chaque match. Lors des playoffs, il continue de se rétablir de sa blessure mais revient vite dans la défense. Avec Sanders, les Colts sont la deuxième meilleure défense contre le rush des playoffs, avec une moyenne de 73.3 yards concédés par match. Lors de la finale de conférence AFC contre les New England Patriots, empêcha les Patriots de gagner un first down, ce qui les amena à punter et, sur le drive qui suivit, Peyton Manning réussira à remonter le terrain pour inscrire le touchdown vainqueur. Sanders participera, avec le reste de l'équipe, à la victoire lors du Super Bowl XLI. Lors de ce match contre les Chicago Bears, il força un fumble et intercepta une passe du quarterback des Bears Cedric Benson, entre autres.

### Saison 2007
Pour la saison 2007, Sanders fut nommé joueur défensif de l'AFC lors de la deuxième journée. C'est en partie dû aux 11 tackles et aux 2.5 sacks effectués contre le rival de division des Colts : les Tennessee Titans. Il est en partie responsable du dernier sack sur Vince Young à la fin du match qui donnera aux Colts la victoire. Sanders finit l'année avec 96 tackles, 3.4 sacks, 6 interceptions et 6 passes détournées. Avec lui sur le terrain, les Colts furent de nouveau une des meilleures défenses contre la passe de la NFL, ainsi qu'une bonne défense contre le rush.
Le 28 décembre 2007, Sanders re-signe un contrat de 37,5 millions d'euros dont 27 millions garantis pour une durée de 5 ans avec les Colts.
Le 7 janvier 2008, il est nommé joueur défensif de l'année. Il est le premier joueur des Colts à remporter ce trophée, et seulement le quatrième safety de l'histoire. Il a reçu 31 votes sur 50 des membres de la presse qui couvrent la NFL.

### Saison 2008
Sanders devait commencer les entrainements de pré-saison bien que blessé, mais le président des Colts, Bill Polian décida qu'il ne devrait commencer qu'aux milieu de la pré-saison. Le 24 août, il fait ses débuts en 2008 blessé tout comme son partenaire Dwight Freeney contre les Buffalo Bills dans le troisième match de pré-saison.
Le 17 septembre, le staff de l'équipe annonce que Sanders sera encore absent pour quatre à six semaines à cause d'une entorse à la cheville, blessure contractée lors du deuxième match de la saison contre les Minnesota Vikings. Durant son absence, il est remplacé pas Melvin Bullitt.
Bob Sanders fait son retour du match, tout comme son partenaire Joseph Addai, lors du neuvième match de la saison contre les New England Patriots. Après cinq semaines d'absences, il fit une solide performance et aida grandement l'équipe à défaire leurs adversaires en interceptant une passe dans les dernières secondes du match, sa première interception de la saison. Lors de la conférence d'après match, le coach Tony Dungy déclarera qu'il est totalement remis de sa blessure à la cheville.
Par la suite, il se blessa de nouveau au genou lors du match contre les Pittsburgh Steelers, causant son absence des terrains lors des matchs qui suivirent. Sanders avait un gonflement au genou, sans doute une conséquence de sa blessure lors de sa première saison chez les Colts.
Après cette absence durant deux matchs, il participa aux six dernières rencontres de la saison, cumulant 39 tackles et une interception. Il participa aussi aux playoffs, mais les Colts furent éliminés lors de leur premier match face aux San Diego Chargers 23 - 17.

### Saison 2009
Durant la saison 2009, Sanders ne put participer qu'à deux matchs en raison d'une blessure au bras. Durant ces deux rencontres, il cumula 6 tackles et 1 interception.

### Saison 2010
En 2010, Sanders quitte le premier match de la saison sur blessure. Le 14 septembre, le staff de l'équipe annonce qu'il pourrait manquer tout le reste de la saison en raison d'une déchirure au biceps. Le 8 décembre, il est confirmé qu'il ratera toute la saison.

### Saison 2011
Le 29 juillet 2011, Bob Sanders a signé un contrat d'une saison avec les Chargers de San Diego.

## Statistiques
| Année    | Équipe | Match joués | en tant que titulaire | Tackles | Sacks | Ints |
| 2004     | IND    | 6           | 4                     | 34      | 0     | 0    |
| 2005     | IND    | 14          | 14                    | 91      | 0     | 1    |
| 2006     | IND    | 4           | 4                     | 27      | 0     | 1    |
| 2007     | IND    | 15          | 15                    | 96      | 3.5   | 2    |
| 2008     | IND    | 6           | 6                     | 39      | 0     | 1    |
| 2009     | IND    | 2           | 2                     | 3       | 0     | 1    |
| 2010     | IND    | 1           | 1                     | 0       | 0     | 0    |
| Carrière | N/A    | 48          | 46                    | 290     | 3.5   | 6    |